# Unipor-Ziegel-Gruppe
Die Unipor-Ziegel-Gruppe ist ein Verbund mittelständischer Ziegelunternehmen in Deutschland. Der Hauptsitz mit Geschäftsstelle befindet sich in München. 2018 gehörten dem Verbund insgesamt neun Mitgliedswerke mit deutschlandweit 13 Produktionsstandorten an. Diese befinden sich in Bayern, Hessen, Baden-Württemberg und Nordrhein-Westfalen. 2018 erwirtschaftete die Unipor-Ziegel-Gruppe einen Umsatz von rund 110 Millionen Euro und setzte 584 Millionen Normalformat-Einheiten Mauerziegel ab.
Die Unipor-Ziegel-Gruppe betreibt schwerpunktmäßig Forschung und Entwicklung im Bereich der Mauerwerkslösungen. Die daraus resultierenden Produkte sind unter dem Markennamen Unipor eingetragen. Angeboten werden neben Hintermauerziegeln auch ergänzende Ziegelsystemprodukte.

## Geschichte
1976 wurde die Unipor-Ziegel-Gruppe gegründet. Federführend war dabei Kastulus Bader. Der Ingenieur und Inhaber des Ziegelwerkes Leipfinger-Bader sowie Mitbegründer der Kastulus-Bader-Stiftung hatte daraufhin 36 Jahre lang den Vorstandsvorsitz des Verbundes inne.
Zum Gründungszeitpunkt umfasste die Unipor-Ziegel-Gruppe mehr als 40 mittelständische Ziegelunternehmen. Diese setzten sich in der Gründungssatzung das gemeinsame Ziel, ökologische Produkte zu entwickeln. So werden die Kapillare von Hintermauerziegeln der Marke Unipor beispielsweise auch durch eine Beimischung von natürlichem Sägemehl erzeugt.
1994 gewann die Unipor-Ziegel-Gruppe einen Rechtsstreit in letzter Instanz vor dem Bundesgerichtshof (BGH). Ein Verband zur Bekämpfung unlauteren Wettbewerbs hatte gegen den Gebrauch des Unipor-Werbeslogans „Bausteine für eine gesunde Welt“ geklagt. Dieser sei irreführend und stelle eine übermäßig gefühlsbetonte Ansprache der Verbraucher dar. Der BGH urteilte in letzter Instanz jedoch zu Gunsten der Unipor-Ziegel-Gruppe, welche die Werbeaussage seitdem durchgehend führt.

## Technologische Entwicklungen
Seit 2007 stellen die Mitgliedswerke dämmstoffgefüllte Mauerziegel her, die unter dem Namen Unipor Coriso vertrieben werden. Als Dämmstoff wird bei diesen Hintermauerziegeln eine eigens produzierte Mineralwolle eingesetzt, die mit einem selbstentwickelten Rüttelverfahren in den Ziegelkammern so verdichtet wird, dass der Wandbaustoff einen höheren Schall- und Wärmeschutz erreicht.
2015 brachte die Unipor-Gruppe als erster Hersteller in Deutschland einen Ziegel-Holz-Hybridbaustoff auf den Markt. Dieser trägt den Namen Unipor Silvacor und ist mit einer nachhaltigen Dämmstofffüllung aus Nadelholzfasern der Firma Steico versehen. Das Dämmmaterial besteht aus FSC-zertifiziertem Nadelholz. Es wird maschinell, analog dem Coriso-Verfahren, in die Mauerziegel eingefüllt und leistet zusätzlichen Schall- und Wärmeschutz.
Die Unipor-Gruppe hat 2018 eine Kooperation mit der Technischen Universität Darmstadt begonnen. Daran maßgeblich beteiligt sind die Ziegelwerke Leipfinger-Bader KG sowie das Klinker- und Ziegelwerk Franz Wenzel GmbH & Co. KG. Gegenstand der gemeinsamen Forschungsarbeit ist die Entwicklung eines 3D-Druckverfahrens für Mauerwerkslösungen.

## Unipor-Architekturpreis
Zwischen 1994 und 2009 verlieh die Unipor-Ziegel-Gruppe alle zwei Jahre einen bundesweiten Architekturpreis. Die letzte dieser Auszeichnungen erhielt der Dortmunder Architekt Eckhard Gerber im Jahr 2009.

## Auszeichnungen
- „Architects’ Darling Award 2017“ für den „Unipor Silvacor“-Mauerziegel in der Kategorie „Beste Produkt-Innovation Rohbau“[11]